# Maketo

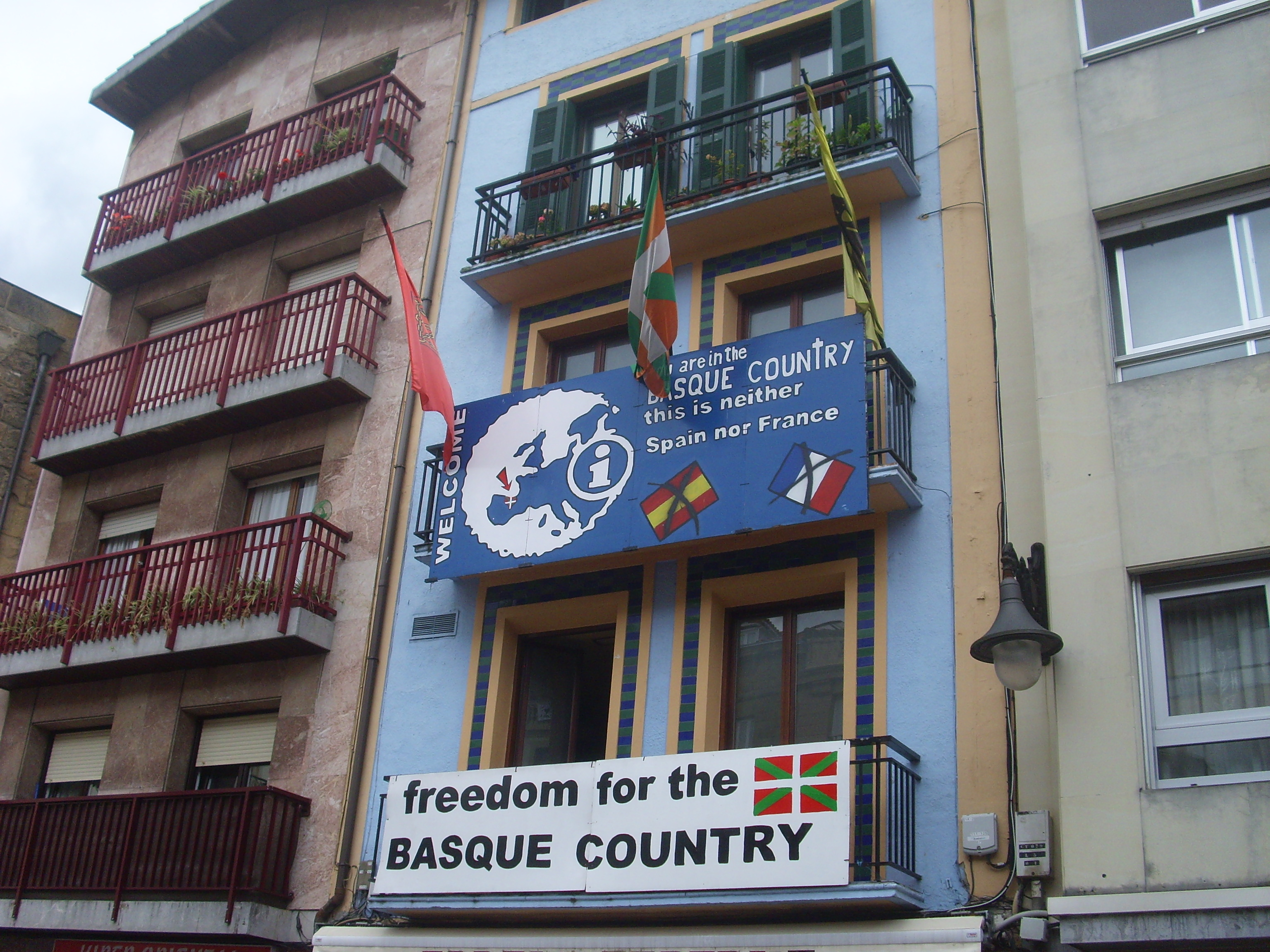

Maketo (del grec μέτοικος, metoikos, «aquell que ha canviat de residència»; metec) és un terme despectiu que en basc s'empra per a designar aquelles persones provinents d'Espanya que han emigrat al País Basc, especialment aquelles que no parlen basc.
Els orígens del terme es troben en la industrialització de Biscaia a finals del segle xix. Els treballadors de les mines sovint venien de fora del País Basc i eren anomenats maketos per part de la població local. L'ús i la connotació negativa de la paraula van ser difós per l'escriptor Sabino Arana (1865-1903), qui sovint és considerat el pare del nacionalisme basc.